# 神农山
神农山位于中华人民共和国河南省沁阳市境内，据传说，神农山在古代是炎帝部落活动很频繁的地方，神农氏曾在这里设坛祭天，神农山也因此而得名。面积约为96平方公里，内有8大景区136个景点，有九山两河二十八峰。目前，神农山是国家5级旅游区、世界地质公园、国家级风景名胜区、国家猕猴自然保护区、世界自然基金组织A级优先保护区和中国摄影家协会创作基地。

## 地理
神农山地处太行山南麓，北部与山西省晋城市泽州县接壤，南临燕川平原，东部至丹河与博爱县相望，西部与济源市相连。

## 气候
神农山处于暖温带区，属大陆性季风气候，四季分明。春季干旱多风，夏季炎热多雨，秋季晴和日长，冬季寒冷干燥。